# 提爾莎·土屋
提爾莎·土屋·卡斯蒂略（西班牙語：Tilsa Tsuchiya Castillo，1928年9月24日—1984年9月23日），是祕魯日裔女畫家。她以描繪祕魯神話傳說主題聞名。
提爾莎·土屋生於巴蘭卡省蘇佩區，父親來自日本千葉縣，母親則是華裔。